# Phantom Blood
Phantom Blood (ファントムブラッド?, Fantomu Buraddo) è la prima parte del manga Le bizzarre avventure di JoJo di Hirohiko Araki.

## Trama
La vicenda inizia con Dario Brando, che cerca di depredare le vittime di un incidente, nello specifico George Joestar, sua moglie e il loro figlio neonato, Jonathan. George si sveglia e, credendo che Dario fosse lì per salvargli la vita, lo ringrazia e gli chiede di potersi sdebitare. 
La vicenda continua dopo qualche anno, a Liverpool nell'Inghilterra dell'età vittoriana, quando Jonathan è ormai adolescente. Dio Brando, il figlio di Dario, anch'egli adolescente, viene adottato dai Joestar dopo la morte del padre come ringraziamento del salvataggio. Dio, la cui vera indole è sadica, violenta, ambiziosa e perversa, vuole impadronirsi del casato dei Joestar sotto ordine del padre, ed inizia il suo piano privando Jonathan di ogni amicizia e affetto (eliminando il suo fido cane Danny che lo salvò dall'annegamento molti anni prima e allontanando da lui l'amata Erina) e per vendetta, Jonathan nonostante all'apparenza più debole batte Dio Brando in una lotta. Passa molto tempo e George Joestar si prende in malattia e Jonathan (che vuole diventare archeologo e inizia a condurre studi sulla maschera di pietra, un portentoso artefatto di origine azteca in grado di trasformare l'uomo in un vampiro) per coincidenza scopre una lettera che Dario Brando scrisse sul letto di morte, in cui elencava gli stessi sintomi del padre, quindi intuisce che Dio stia cercando di uccidere il genitore adottivo con lo stesso veleno con cui aveva ucciso il padre. Ma scoperto e messo alle corde (anche grazie all'aiuto di un signore che gli vendette il veleno ed ad un nuovo amico, Speedwagon che dopo essere stato battuto in una tentata rapina da Jonathan prova rispetto per il nobil atto di essere andato fuori dalla sua villa per trovare un antidoto per lord Joestar), usa su di sé la Maschera di Pietra dopo aver letto gli studi di Jonathan diventando quindi un Vampiro.
Dopo un furioso scontro nella dimora di famiglia in cui rimane ferito gravemente George Joestar I che prima di perire rivela che ha fatto scarcerare Dario Brando che gli aveva rubato, durante l'incidente iniziale il suo anello di matrimonio, dicendo che era stato lui a regalarglielo, Jonathan dà alle fiamme l'edificio riuscendo a intrappolare Dio all'interno, apparentemente morto, ma in realtà ancora vivo. Per affrontarlo nuovamente, Jonathan apprende la tecnica delle onde concentriche (l'unico modo per sconfiggere i vampiri perché simili ad i raggi solari) dal misterioso avventuriero Will Zeppeli, grazie alla quale può scontrarsi con i servitori evocati da Dio. Insieme al suo maestro e al fido amico Speedwagon, Jonathan affronta i due guerrieri Tarkus e Bruford, in cui rimane morto Zeppeli che dona la sua energia vitale a Jonathan. Prima che potesse andare a sconfiggere Dio si uniscono al gruppo il maestro di Zeppeli (Tonpetty) e i suoi due allievi ed insieme a loro, Jonathan riesce a batterlo.
Jonathan sposa Erina, ma a bordo della nave che avrebbe dovuto condurli in viaggio di nozze, i due sono attaccati da Dio, che è sopravvissuto alla dissoluzione del suo corpo tagliandosi la testa e venendo salvato da uno dei suoi sottoposti, intende appropriarsi del corpo del rivale. Ferito mortalmente, Jonathan usa le sue ultime energie per provocare l'esplosione della nave tramite le onde concentriche e perisce stringendo a sé la testa del malvagio Dio. Erina sopravvive all'esplosione portando in salvo il figlio che ha in grembo e una neonata rimasta orfana nell'incidente.

## Personaggi
Jonathan Joestar
Jonathan Joestar (ジョナサン・ジョースター?, Jonasan Jōsutā), detto JoJo, è il protagonista della serie. Ha una personalità tranquilla, virtuosa, buona. Quest'ultimo è il perfetto esempio di estremizzazione delle virtù umane, si definisce per l'appunto "Un vero Gentiluomo". Come possiamo vedere in più occasioni è sempre disposto ad aiutare gli altri e ha un grande senso dell'onore e del rispetto. Per poter sconfiggere Dio Brando, Jonathan apprende dal Barone Will A. Zeppeli la tecnica delle Onde Concentriche, detta anche "Via dell'Eremita". Essa è basata su di una particolare tecnica di respirazione e permette di poter emanare un'energia con la stessa struttura della luce solare. Jonathan è stato anche l'unico che sia riuscito a utilizzare le Onde in punto di morte senza respirare. L'energia concentrica può essere utilizzata in modo estremamente vario, come tecnica curativa ma anche come arma offensiva (estremamente efficace contro vampiri, demoni e zombie). È doppiato da Katsuyuki Konishi (film) e da Kazuyuki Okitsu (anime). In italiano è doppiato da Jacopo Calatroni.
Dio Brando
Dio Brando (ディオ ブランドー?, Dio Burandō) è l'antagonista della serie.
George Joestar I
George Joestar I (ジョージ·ジョースターI世?, Jōji Jōsutā Issei) è il padre di Jonathan. Perse sua moglie in un incidente con la carrozza, nel giorno in cui incontrò Dario Brando. Dopo la morte di Dario, il figlio Dio andò a vivere con George e Jonathan a casa Joestar (perché George pensava che Dario gli avesse salvato la vita). Otto anni dopo George fu colto da un malore, e la sua situazione si aggravò con la somministrazione di un veleno da parte di Dio, che voleva eliminarlo. Quando Jonathan lo scopre, viaggia fino a Ogre Street, dove incontra Wang Chan, il venditore di veleni, e lo costringe a seguirlo alla casa Joestar per confessare. Messo alle strette, Dio Brando attacca Jonathan con un coltello, ma George si mette in mezzo e salva la vita al figlio. Muore poco più tardi tra le sue braccia. È doppiato da Tsutomu Isobe (film e videogioco) e Masashi Sugawara (anime). In italiano è doppiato da Claudio Moneta.
Erina Pendleton
Erina Pendleton (エリナ·ペンドルトン?, Erina Pendoruton), Elena nella prima edizione italiana del manga, appare per la prima volta da bambina, con Jonathan che la salva da dei bulli. Appare poi da ragazzina, quando lei e Jonathan uscirono in un appuntamento e si innamorarono. Tuttavia, Dio la seguì, la afferrò, le strappò un bacio come puro gesto di sfregio, e poi la picchiò brutalmente; lei, umiliata, rimase lontano da Jonathan per un lungo periodo. Dopo la prima sconfitta di Dio, Erina riappare a curare le ferite di JoJo. Dopodiché ricompare nel finale della serie, dopo l'apparente sconfitta di Dio a Wind Knights Lot. Erina e Jonathan possono finalmente sposarsi e decidono di partire in viaggio di nozze per l'America. Sulla nave però si è imbarcato anche Wang Chan, che reca con sé la testa di Dio, il quale scatena un putiferio a bordo e trasforma l'equipaggio e i viaggiatori in zombie. Erina riesce a sopravvivere portando con sé una bambina che ha salvato dall'esplosione della nave, a bordo di una zattera che verrà poi rintracciata due giorni dopo il naufragio al largo delle Isole Canarie. È doppiata da Nana Mizuki (film), Aya Hisakawa (videogioco) e Ayako Kawasumi (anime). In italiano è doppiata da Valentina Pallavicino.
Danny
Danny (ダニー?, Danī) è il fido cane di Jonathan. George Joestar comprò Danny quando era un cucciolo, regalandolo al figlio che aveva cinque anni. Danny e Jonathan non avevano un buon rapporto: una volta il cane morse il piccolo JoJo, il quale, per vendicarsi, lo attaccò lanciandogli contro delle pietre. Un giorno però, durante una nuotata nel fiume, Jonathan rischiò di annegare e Danny gli salvò la vita. Da allora divennero amici inseparabili. Con l'arrivo di Dio Brando però questa amicizia sarà stroncata. Danny viene rinchiuso da Dio in una scatola da gettare nell'inceneritore, e il cane morirà bruciando tra atroci sofferenze.
Robert E. O. Speedwagon
Robert E. O. Speed Wagon (ロバート·E·O·スピードワゴン?, Robāto Ī Ō Supīdowagon) appare per la prima volta come il leader di una gang di rapinatori di Ogre Street. Assieme a due compari cerca di aggredire e derubare Jonathan che si era recato nei bassifondi per cercare informazioni sul veleno che Dio Brando stava usando su suo padre, ma viene sconfitto dal giovane e da allora decide di seguirlo in segno di rispetto, avendo compreso a pieno il valore e la nobiltà d'animo del giovane. Divenuti grandi amici, Speedwagon lo aiuta a smascherare Dio di fronte al vecchio George Joestar ed è l'unico a sopravvivere (eccetto JoJo e Dio) all'incendio di casa Joestar. Dopodiché, Speedwagon si reca a Wind Knights Lot insieme a Jonathan per affrontare Dio e la sua orda di zombie, assistendolo fino alla lotta finale. Si reca infine al porto per salutare l'amico che parte in viaggio di nozze con la sua novella sposa Erina verso l'America. Speedwagon non compare nel film di Phantom Blood del 2007. Speedwagon compare anche nella seconda serie, Battle Tendency, dove è ormai un anziano uomo d'affari, miliardario e petroliere, arrivando a scoprire il terribile segreto degli uomini del pilastro. Nell'epilogo si apprende che morirà di attacco di cuore nel 1952, all'età di 89 anni. È doppiato da Masaya Onosaka (videogioco) e Yōji Ueda (anime). In italiano è doppiato da Gianluca Iacono.
Will Antonio Zeppeli
Will A. Zeppeli (ウィル·A·ツェペリ?, Wiru Antonio Tseperi) era su una nave con un equipaggio a studiare le rovine azteche quando suo padre indossò la maschera e uccise tutti i membri dell'equipaggio, eccetto suo figlio. Dopo questo evento terribile, Zeppeli viaggiò per il mondo allo scopo di distruggere la maschera. Insegna a JoJo ad utilizzare le onde concentriche, tecnica appresa dal maestro Tompetty, che Zeppeli ha raggiunto in Tibet. Il maestro gli rivela che se si sottoporrà all'addestramento, il suo destino sarà segnato ed egli morirà. Zeppeli decide di andare incontro al suo fato. Durante gli scontri con i tirapiedi di Dio, Zeppeli presta il suo aiuto a Jonathan diverse volte, fino a quando, cercando di liberare JoJo dalla catena spezzacollo di Tarkus, finirà egli stesso spezzato. In punto di morte Zeppeli saluta l'amico, assicurandogli che vivrà per sempre in lui. Suo nipote è Caesar Antonio Zeppeli. È doppiato da Rikiya Koyama (film e videogioco) e Yoku Shioya (anime). In italiano è doppiato da Luigi Rosa.
Dario Brando
Dario Brando (ダリオ·ブランドー?, Dario Burandō) è il padre alcolizzato di Dio. Un giorno Dario notò che una carrozza aveva fatto un incidente e cercò di rubare qualcosa dai corpi che vi si trovavano dentro. Lì incontrò George Joestar, il quale pensò che Dario fosse accorso per salvarlo (anziché derubarlo) e per ripagare il debito prese Dio con sé al momento della sua morte. Era un padre degenere che picchiava il figlio e fece morire di stenti la moglie. È doppiato da Kazuhiro Ozawa (film), Kōji Yada (videogioco) e Tadashi Miyazawa (anime). In italiano è doppiato da Pietro Ubaldi.
Wang Chan
Wang Chen (ワンチェン?, Wan Chen) è un misterioso cinese che fornì a Dio Brando i sieri velenosi per eliminare suo padre Dario e, in seguito, George Joestar I. Al momento in cui Dio si reca da lui per comprare i veleni nota il triplice neo sul lobo del suo orecchio e gli rivela che le persone dotate di quel marchio sono destinate a lunghissima vita. In seguito viene trasformato da Dio in zombie e lo utilizza come sicario e servitore. Dopo la sconfitta di Dio Brando a Wind Kinghts Lot, Wang prende in custodia la testa del suo padrone, impegnandosi nella ricerca di un nuovo corpo che possa ospitare Dio. Ricompare così sulla nave per l'America su cui si trovano Jonathan ed Erina, dove libera il suo padrone e tenta di eliminare JoJo. Viene poi sconfitto, ma la sua morte sarà la causa dell'esplosione della nave. È doppiato da Jun Itoda (film), Kazumi Tanaka (videogioco) e Hiroshi Naka (anime). In italiano è doppiato da Luca Ghignone.
Tompetty
Tompetty (トンペティ?, Tonpeti) è il maestro di Zeppeli, Dire e Straitso. Zeppeli lo incontra per la prima volta in Tibet, alla sorgente del fiume Nu, dove il maestro abita e sottopone i suoi discepoli al difficile allenamento delle onde concentriche. Inoltre Tompetty predice a Zeppeli la sua morte, per mano di Tarkus, che giungerà certa se deciderà di intraprendere questo allenamento, ma il giovane, consapevole, decide di continuare andando incontro al proprio destino. Tompetty ricompare a Wind Knights Lot, insieme ai suoi allievi Dire e Straitso, per aiutare JoJo nella lotta contro Dio Brando. Si rivede poi al porto, prima della partenza di Jonathan ed Erina per l'America, per salutare gli amici e augurare loro buona fortuna. È doppiato da Yoshisada Sakaguchi (film), Osamu Saka (videogioco) e Tamio Ōki (anime). In italiano è doppiato da Cesare Rasini.
Dire
Dire (ダイアー?, Daiā) è un allievo di Tompetty. Arriva a Wind Knights Lot insieme al suo maestro e al suo compagno Straitso, per dar manforte a JoJo durante le battaglie contro Dio. Deciso a vendicare il suo amico Zeppeli, Dire affronta con rabbia Dio Brando, attaccandolo con il Thunder Cross Split Attack, ma il nemico reagisce con la tecnica del congelamento. Dire viene sconfitto e fatto a pezzi, ma prima di spirare riesce comunque a ferire Brando tagliandogli via l'occhio destro con una rosa. È doppiato da Yukitoshi Hori (videogioco) e Taketora (anime). In italiano è doppiato da Luca Semeraro.
Straitso
Straitso (ストレイツォ?, Sutoreitso) è un allievo di Tompetty. Arriva a Wind Knights Lot insieme al suo maestro e al suo compagno Dire, per dar manforte a JoJo durante le battaglie contro Dio. Dopo aver assistito impotente alla morte di Dire, si occupa degli altri zombie, tenendoli occupati mentre JoJo combatte con Dio Brando. Straitso elimina Plant, Page, Bonham e Jones, quattro zombie che utilizzano la tecnica degli aculei succhiasangue. Si rivede poi al porto, prima della partenza di Jonathan ed Erina per l'America, per salutare gli amici e augurare loro buona fortuna. Nella seconda serie, Battle Tendency, Straitso, ormai invecchiato e sopraffatto dalla paura di morire, decide di indossare la Maschera di Pietra per garantirsi la forza e l'eterna giovinezza. Passato così dalla parte del male, viene sconfitto da Joseph Joestar. È doppiato da Hiroaki Miura (videogioco) e Nobuo Tobita (anime). In italiano è doppiato da Andrea Moretti.
Poko
Poko (ポコ?, Poko) è un giovane ragazzo che vive nel villaggio di Wind Knights Lot. Diventa amico di JoJo, Speedwagon e Zeppeli, seguendoli lungo tutto il tragitto e assistendoli nelle svariate battaglie. Ha un ruolo decisivo nello scontro con Tarkus, infatti Poko riesce ad aiutare Zeppeli a liberare JoJo dalla catena spezzacollo, passando attraverso una stretta fessura che gli permette di raggiungere una leva per aprire il portone che divide Jonathan e Tarkus dagli altri. Poko vive con la sorella, a cui è molto legato, e il vecchio padre, che lo sgrida sempre. È doppiato da Daisuke Sakaguchi (videogioco) e Yumiko Kobayashi (anime). In italiano è doppiato da Francesca Tretto.
Jack lo Squartatore
Jack lo Squartatore, crudele ed efferato serial killer londinese, diventa uno dei primi servitori zombie di Dio Brando. Attacca Jonathan, Speedwagon e Zeppeli nei pressi di Wind Knights Lot, in una galleria; oltre ai coltelli, utilizza come arma strumenti di tortura trovati all'interno dell'edificio. Viene sconfitto da JoJo con la tecnica Overdrive concentrico dell'eremita. È doppiato da Hisao Egawa (film e videogioco) e Naomi Kusumi (anime). In italiano è doppiato da Marco Pagani.
Bruford e Tarkus
Bruford (ブラフォード?, Burafōdo) e Tarkus (タルカス?, Tarukasu) sono due zombie resuscitati da Dio per affrontare Jonathan, Speedwagon e Zeppeli. Secoli prima, i due erano seguaci di Maria Stuarda e vennero uccisi con l'inganno dalla regina Elisabetta I. Bruford, detto il cavaliere nero, è agile e utilizza i suoi capelli per avvolgere i nemici con la tecnica della Danza macabra. Nonostante sia mosso dal desiderio di vendetta, ha un animo nobile, che viene risvegliato da JoJo durante lo scontro. Prima di morire, il cavaliere dona a Jonathan la sua spada, sulla quale è incisa la parola luck, fortuna, che fa diventare, con l'aggiunta di una P scritta con il suo sangue, pluck, ovvero coraggio. Dopo la scomparsa di Bruford, Tarkus affronta JoJo con la sua mole gigantesca e poi lo sottopone al crudele gioco del Drago a Due Teste, la catena spezzacollo. Alla fine Jonathan riesce a liberarsi grazie al sacrificio di Zeppeli e Tarkus viene eliminato. Bruford è doppiato da Tōru Nara (film pilota), Nobutoshi Canna (videogioco) e Kenjirō Tsuda (anime) e Tarkus è doppiato da Yoshinori Sonobe (film pilota), Daisuke Gōri (videogioco) e Tetsu Inada (anime). In italiano sono doppiati da Massimiliano Lotti (Bruford) e da Andrea Failla (Tarkus).
Doobie
Doobie (ドゥービー?, Dūbī) è uno zombie che serve Dio Brando. Viene chiamato Dobbie lo spettro, possiede una forza e una stazza sovrumana e indossa una fasciatura che copre completamente il suo volto. Tenta di violentare e uccidere la giovane sorella di Poko, ma Jonathan riesce ad arrivare in tempo e metterla in salvo, colpendo lo zombie alla nuca con un'incudine. Doobie mostra il suo vero volto, e agli occhi degli astanti, scopre il suo cranio da cui sbucano serpenti di svariate specie e dimensioni, da quelli velenosi a quelli antropofagi. JoJo trasmette le onde concentriche ai serpenti, i quali si rivoltano impazziti divorando completamente lo zombie. È doppiato da Yuichi Ishigami (anime). In italiano è doppiato da Davide Quartini.

## Media

### Manga
L'opera venne serializzata sulla rivista Weekly Shōnen Jump di Shūeisha con il titolo Jojo no kimyō na bōken dai ichi bu Jonasan Jōsutā: sono seishun (ジョジョの奇妙な冒険 第一部 ジョナサン·ジョースター ―その青春―? lett. "Le bizzarre avventure di JoJo prima parte Jonathan Joestar: la sua gioventù") come prima parte del manga Le bizzarre avventure di JoJo. I 44 capitoli furono pubblicati dal 2 dicembre 1986 al 26 ottobre 1987 e in seguito raccolti in cinque volumi tankōbon, l'ultimo dei quali conteneva anche i primi tre capitoli dell'arco narrativo successivo: Battle Tendency. Dopo la pubblicazione della sesta parte della serie con il titolo Stone Ocean, nel 2000, ognuno degli archi precedenti venne rinominato con un sottotitolo, e per la prima parte fu scelto Phantom Blood. Con questo nuovo titolo la serie fu ristampata diverse volte: nel 2002 in un'edizione bunkoban in tre volumi, nel 2012 in un'edizione unica sōshūhen, e tra il 2013 e il 2014 in una nuova collezione di tre volumi con copertine ridisegnate da Araki all'interno della collana JoJonium. Inoltre, una versione a colori del manga è stata resa disponibile in Giappone per smartphone e tablet computer a partire dal 13 luglio 2012.
Phantom Blood è stato pubblicato in italiano da Star Comics sul mensile Action da novembre 1993 a maggio 1994. Il formato ridotto dell'edizione italiana ha fatto sì che i cinque volumi originali diventassero sette. Tra ottobre e dicembre 2009 è stata pubblicata una riedizione basata sull'edizione bunko giapponese del 2002; i volumi perciò sono più corposi, con più di 300 pagine per albo.

### Film
Nel 2007, per celebrare il ventennale del manga in patria è stato realizzato dallo studio A.P.P.P. il film anime JoJo no kimyō na bōken: Phantom Blood. La pellicola narra la lotta tra Jonathan Joestar e Dio Brando, ripercorrendo la trama della serie con diverse modifiche alla storia per condensarla in 90 minuti. Il film è uscito nei cinema giapponesi il 17 febbraio 2007 ed è inedito nel mercato home video e in Occidente.

### Videogiochi
Il 26 ottobre 2006, è uscito un videogioco dal nome omonimo, basato solo su questa serie, edito da Bandai.
Il 5 luglio 2012 è stato annunciato il videogioco per PlayStation 3 JoJo's Bizarre Adventure: All Star Battle.